# Saint-Hilaire (Essonne)
 Saint-Hilaire  es una población y comuna francesa, ubicada en la región de Isla de Francia, departamento de Essonne, en el distrito de Étampes y cantón de Étampes.

## Demografía
| 190 | 191 | 224 | 249 | 338 | 379 |
| Para los censos de 1962 a 1999 la población legal corresponde a la población sin duplicidades (Fuente: INSEE [Consultar]) |     |     |     |     |     |